# 陶安小区
延安西路1521弄（又名陶安小区）位于中華人民共和國上海市长宁区延安西路1521弄，建于1990年，弄内有10幢6层售后公房，
2020年列为上海节水型小区。业委会主任为胡锡祺。2020年9月28日，2号楼開始加装电梯，同时也是弄内第一加装电梯的居民樓，当天上海慧加美老公房咨询服务中心在2号楼举行奠基仪式。